# جاكوفا
جاكوفا1 : إحدى مدن كوسوفو.

## الموقع
ظلت مركزا تجاريا هاما على الطريق الرابط بين إسطنبول وأشقودرة خلال حقبة الدولة العثمانية. وتقع في جنوب غرب كوسوفا.

## التاريخ
ذكر سوقها في القرن الخامس عشر الميلادي.
وذكر أوليا جلبي أنها مدينة سنة 1662م.

## المعالم

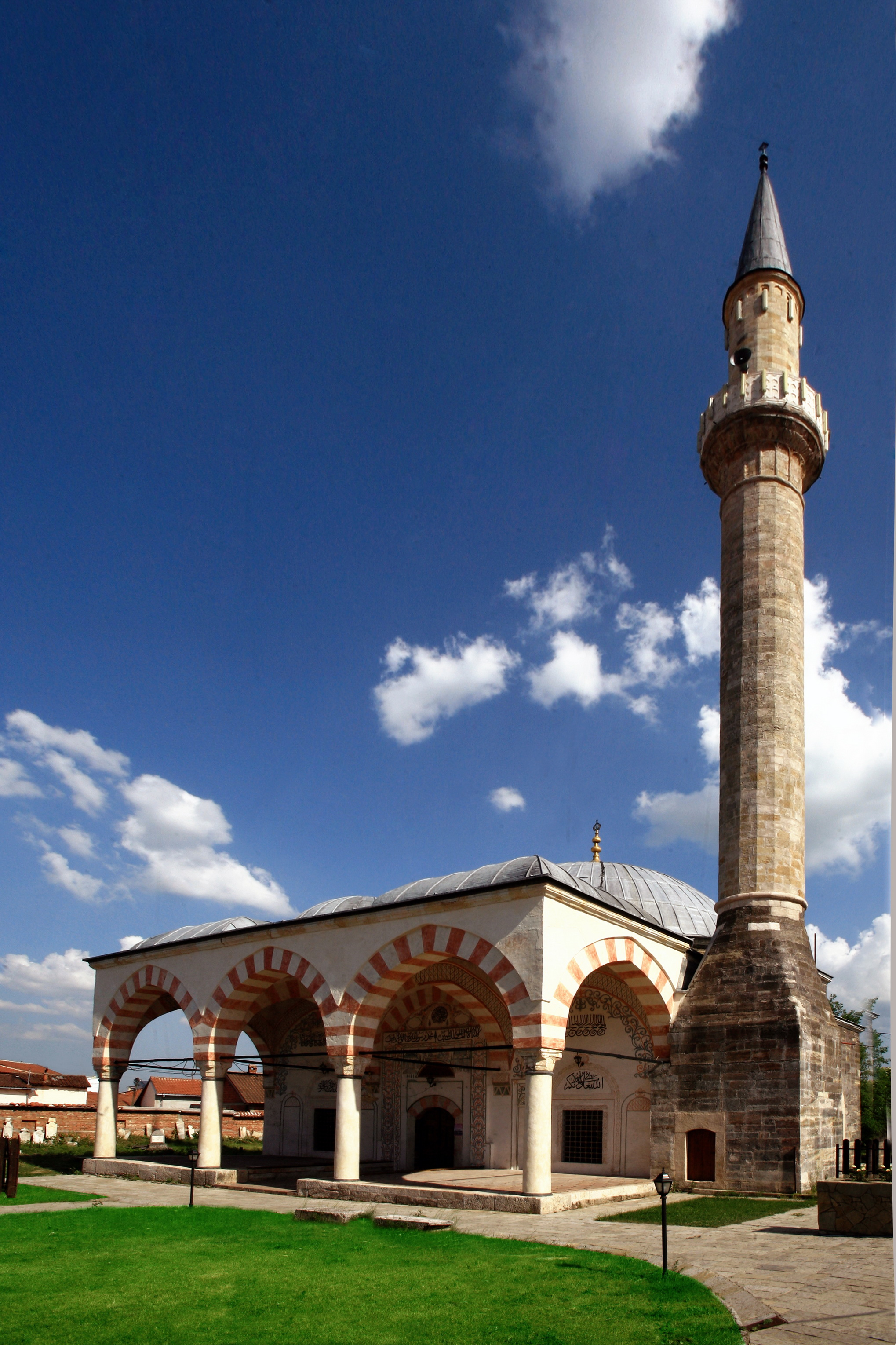
«جامع خدوم»

المساجد:
- جامع خدوم[2]
- وغيرها

الكنائس
- وغيرها

التكايا
- وغيرها

الديار
- وغيرها

## توأمة
لجاكوفا اتفاقيات توأمة مع كل من:
- شقودرة
- جيمستاون
- لودفي

## أعلام
- فلاديمير دركوفيتش
- عاطفة يحيى آغا
- عرفان زينيلي
- بوريم كوكيلي
- أرديان كوزنيكو
- طاهر أفندي جاكوفا
- هادي شاهو

## هوامش
1 (هجاء بديل: غياكوفا وهو خاطئ وفق قواعد أبجدية اللغة الألبانية)